# Christophe Turpin
 (juillet 2017).
Si vous disposez d'ouvrages ou d'articles de référence ou si vous connaissez des sites web de qualité traitant du thème abordé ici, merci de compléter l'article en donnant les références utiles à sa vérifiabilité et en les liant à la section « Notes et références ».
Pour les articles homonymes, voir Turpin.
Christophe Turpin est un réalisateur et scénariste français.

## Biographie
Originaire de Bretagne, Christophe Turpin arrête ses études assez tôt, s'inscrit dans une école de cinéma à Paris, le CLCF, et travaille dans des revues de cinéma. Il est remarqué pour son scénario du film Jean-Philippe de Laurent Tuel qui est nommé pour le meilleur scénario original lors de la 32e cérémonie des César.
Après avoir écrit plusieurs scénarios pour le cinéma, il réalise son premier long-métrage en 2012 Sea, No Sex and Sun dont il signe aussi le scénario. 

## Filmographie

### Scénariste
- 2005 : Jean-Philippe de Laurent Tuel
- 2008 : JCVD  de Mabrouk El Mechri
- 2011 : L'amour dure trois ans de Frédéric Beigbeder
- 2012 : Sea, No Sex and Sun
- 2017 : La Colle d'Alexandre Castagnetti (également dialoguiste)
- 2025 : Le Secret de Khéops de Barbara Schulz

### Réalisateur
- 1994 : Enchanté Baby Jane (court-métrage) avec Barbara Schulz
- 2012 : Sea, No Sex and Sun

## Distinctions
- Nommé pour le meilleur scénario original pour Jean-Philippe lors de la 32e cérémonie des César (partagé avec Laurent Tuel).
- Remporte le Prix Jacques-Prévert du scénario pour Jean-Philippe (partagé avec Laurent Tuel)
- Nommé au Festival international du film de comédie de l'Alpe d'Huez pour Sea, No Sex and Sun